# Maghiarii din România

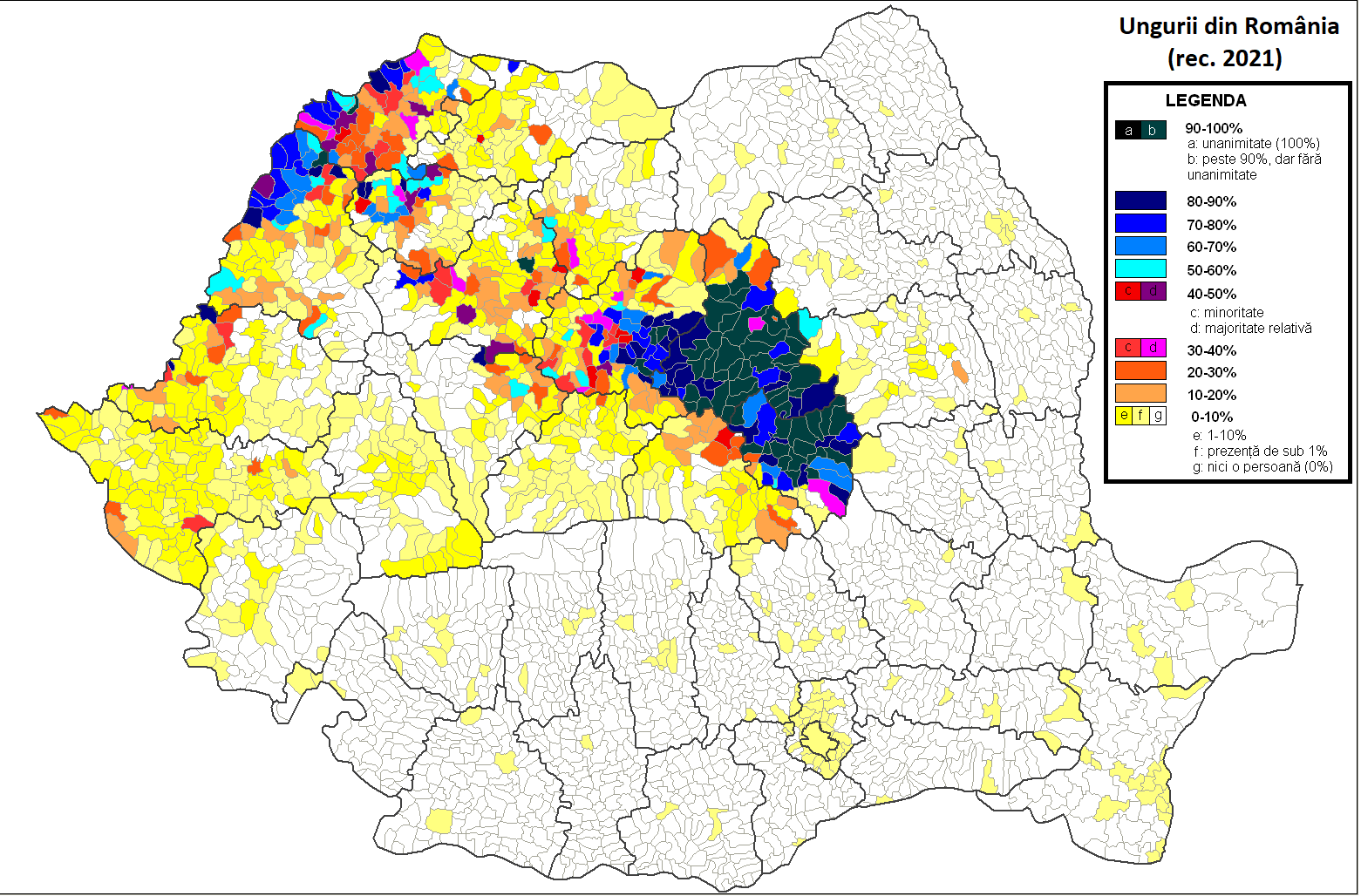
Ungurii din România (2021)

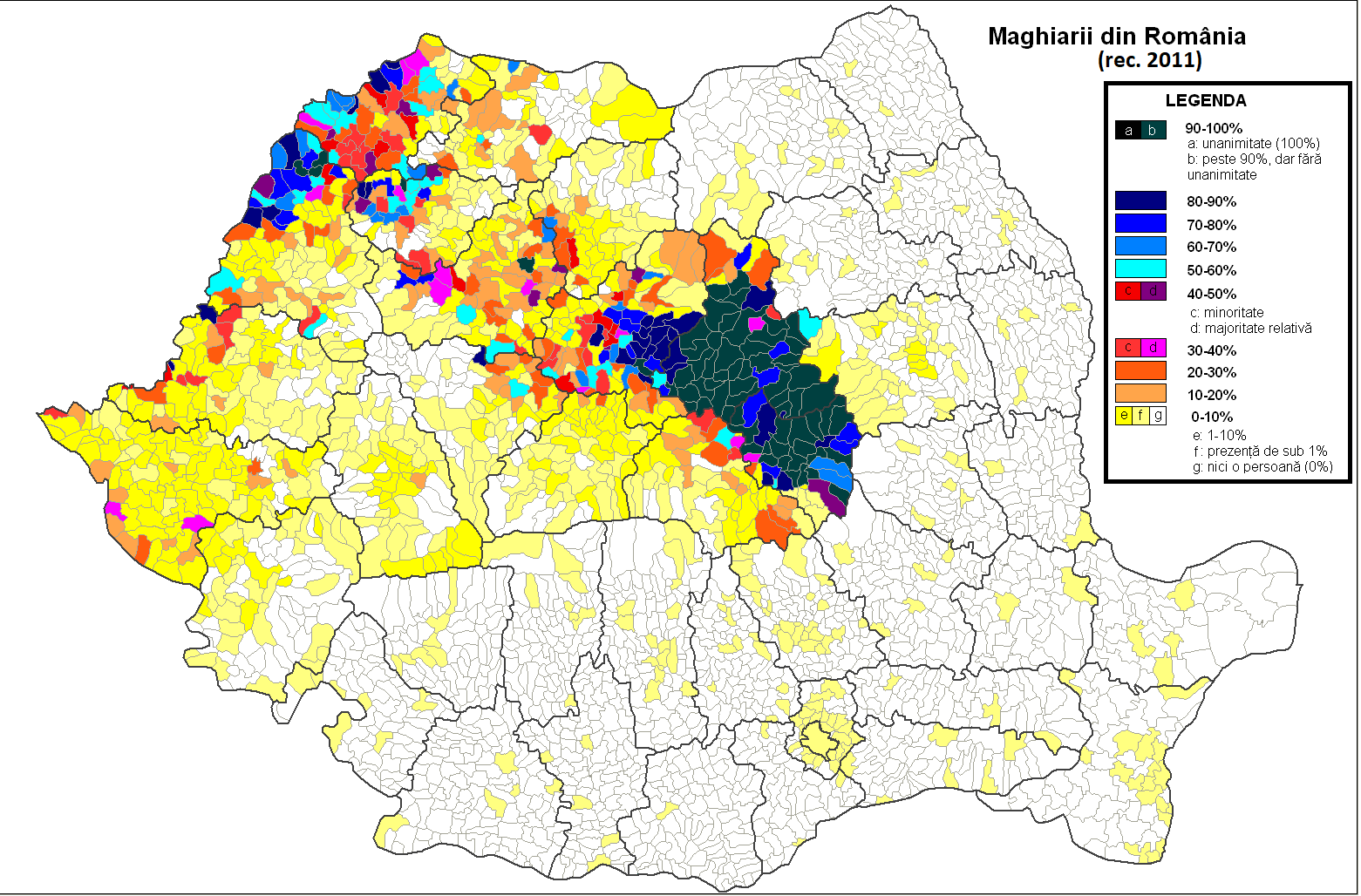
Maghiarii din România (2011)

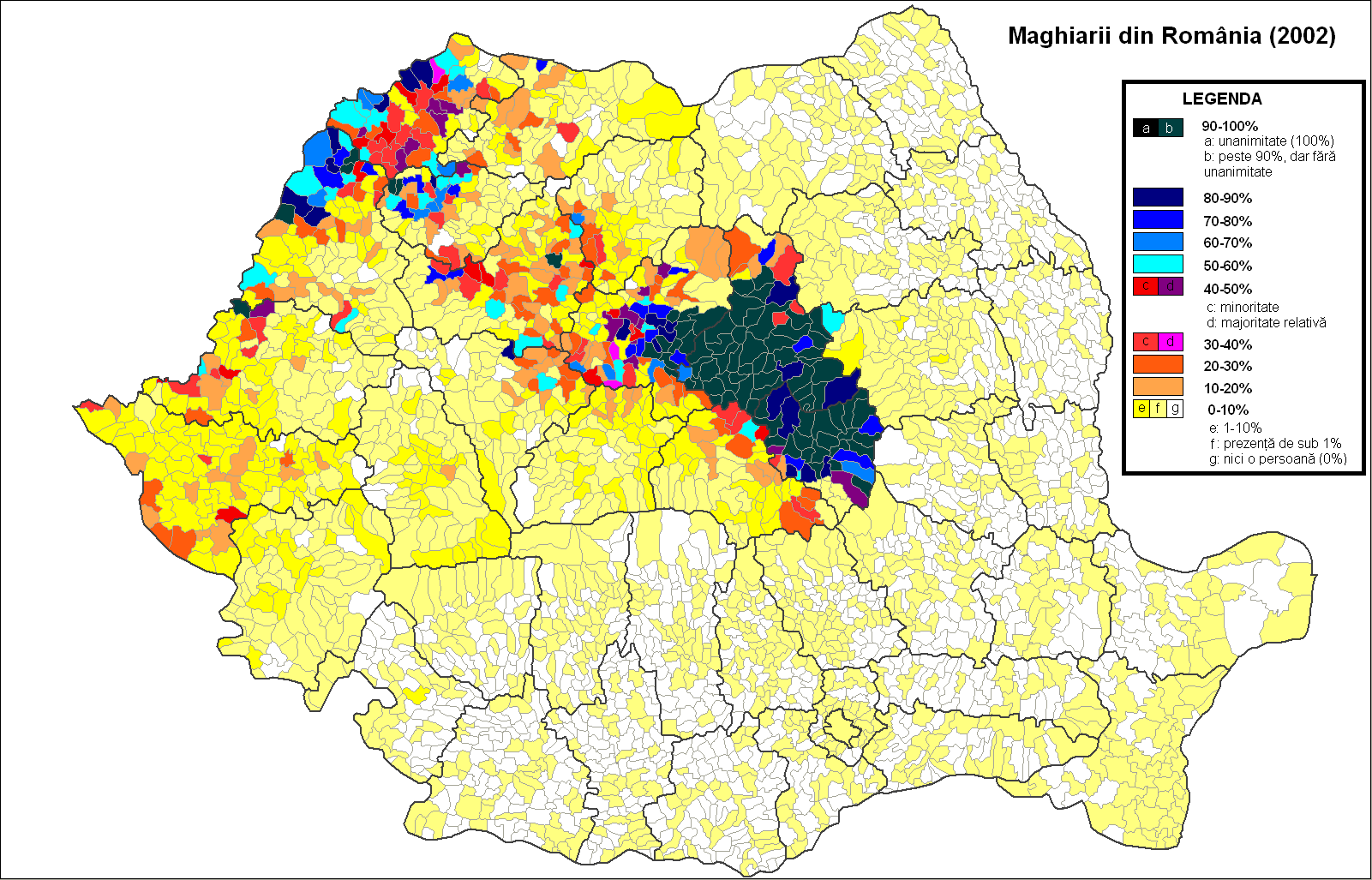
Maghiarii din România (2002)

Maghiarii din România reprezintă cea mai numeroasă minoritate etnică din România. La recensământul populației din 2021 au fost înregistrați în România 1.002.151 etnici maghiari, reprezentând 6% din populația țării.
La recensământul din 1930 au fost înregistrați 1.425.507 de maghiari, reprezentând 7,8% din populația României interbelice.

### Etnografie și folclor

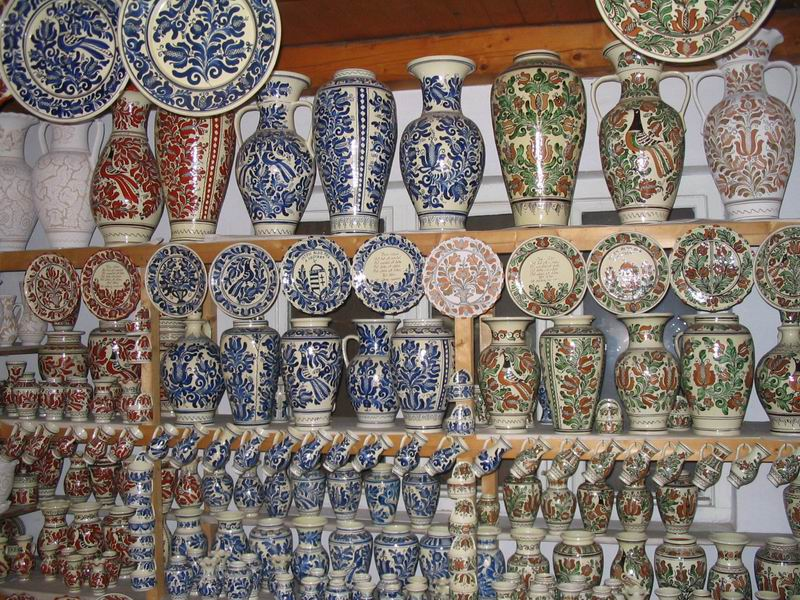
Ceramică de Corund

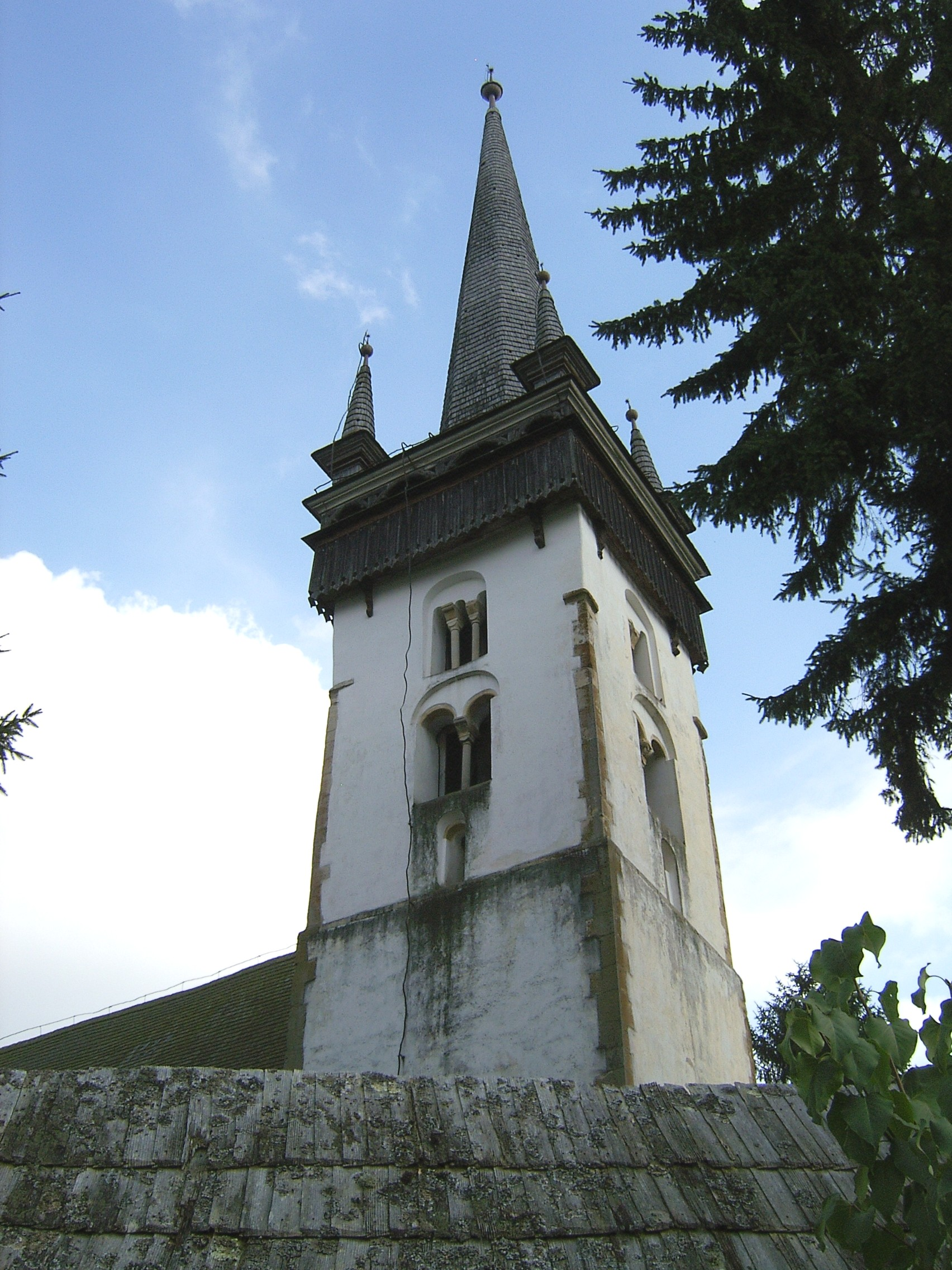
Biserica reformată din Mănăstireni, județul Cluj

## Viața culturală

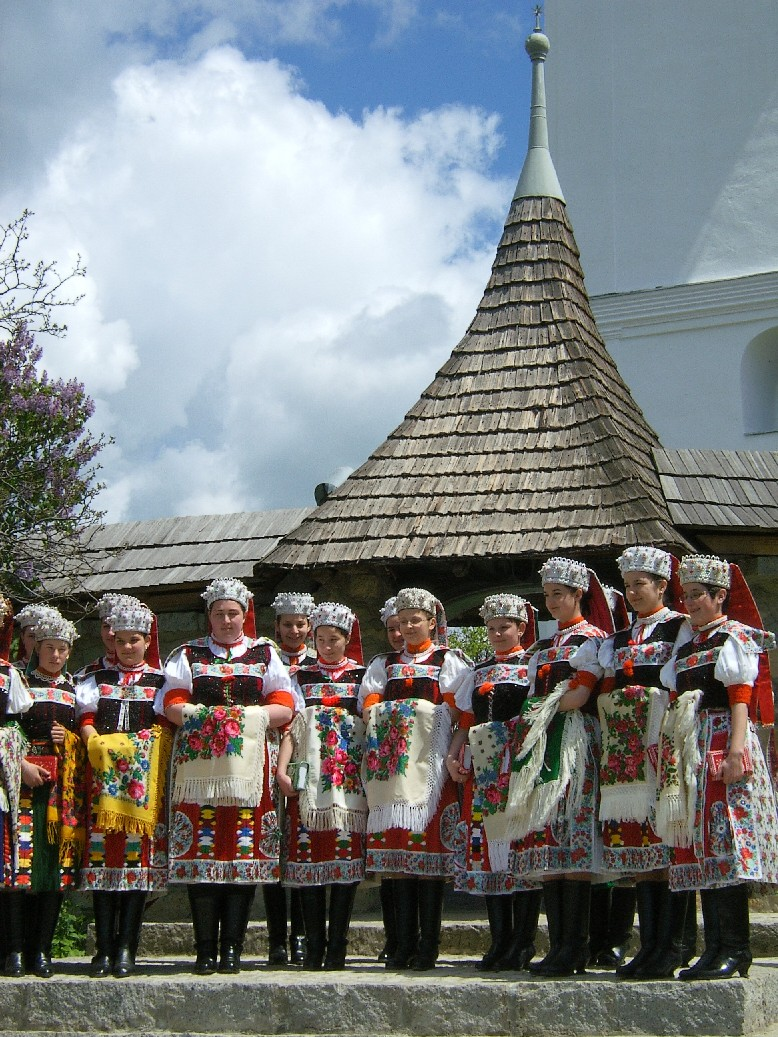
Port popular din Izvoru Crișului

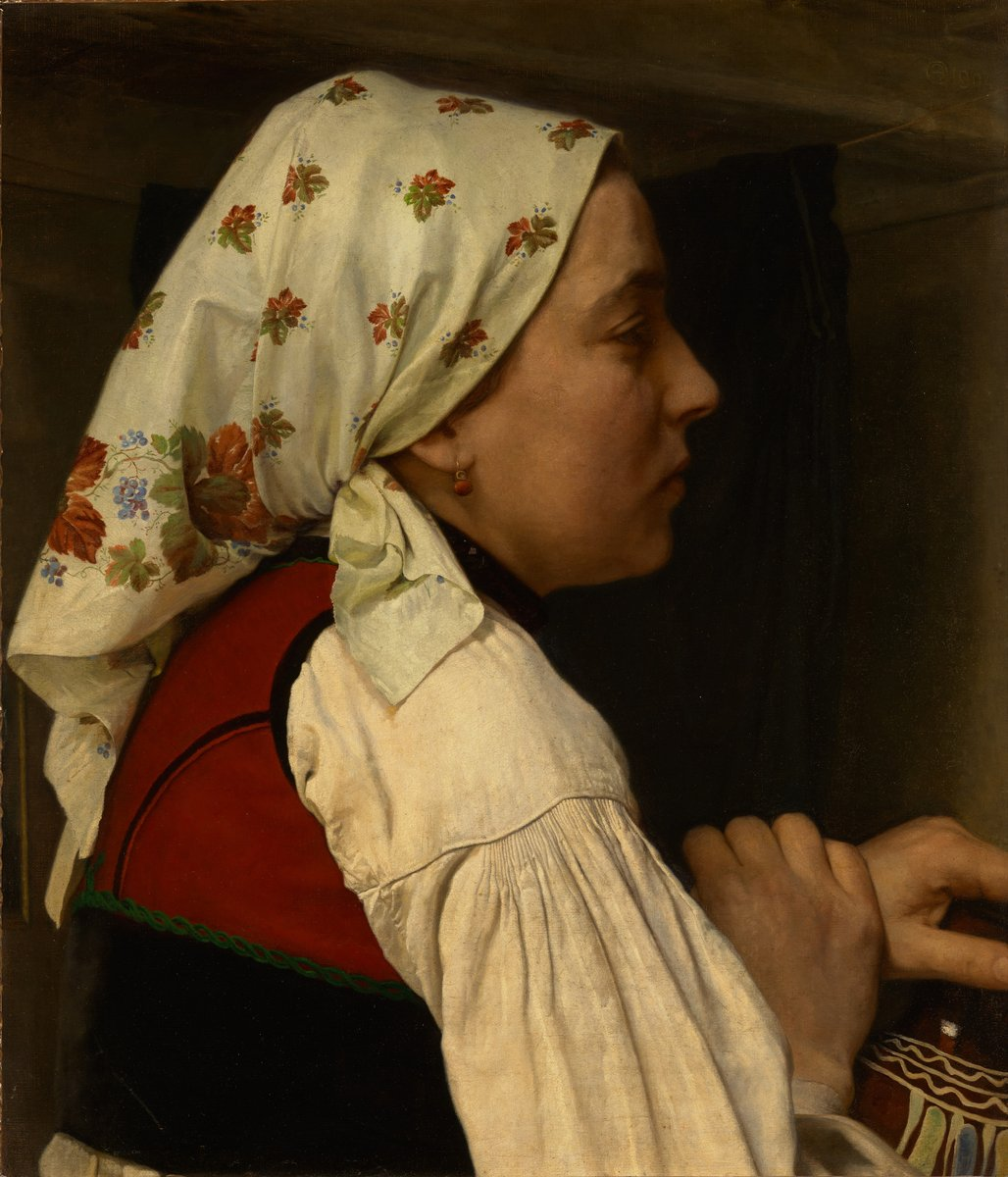
Arthur Coulin, Femeie din Secuime (1904)

### Mass-media
Televiziunea Maghiară din Transilvania, fondată de Fundația Jenő Janovics, este o televiziune din România dedicată comunității maghiare. Hotărârea pentru lansarea postului a fost luată de Béla Markó și Péter Medgyessy în 14 noiembrie 2003, la Budapesta. ETV a fost lansată în 15 septembrie 2008 cu sediul în Târgu Mureș, și poate fi recepționată în multe localități din România.

### Instituții culturale

#### Instituții teatrale și de operă
- Opera Maghiară din Cluj
- Teatrul Maghiar de Stat din Cluj
- Teatrul Național din Târgu Mureș, Trupa Tompa Miklós (fostul Teatru Secuiesc de Stat)
- Teatrul Maghiar de Stat „Csiky Gergely” din Timișoara
- Teatrul Maghiar de Stat Szigligeti Ede, Oradea
- Teatrul de Nord din Satu Mare, Trupa Harag György
- Teatrul Tamási Áron (Sfântu Gheorghe)
- Teatrul Tomcsa Sándor (Odorheiu Secuiesc)
- Teatrul Municipal, Miercurea Ciuc
- Teatrul Figura Studio (Gheorgheni)
- Compania de Teatru "Aradi Kamaraszínház" (Arad)
- Teatrul Municipal din Târgu Secuiesc
- Teatrul Studio (Târgu Mureș), secția maghiară
- Yorick Studio (Târgu Mureș)
- M Studio (Sfântu Gheorghe)
- Teatrul de Păpuși și de Tineret Ariel (Târgu Mureș), secția maghiară
- Teatrul de Păpuși Puck din Cluj, secția maghiară
- Scena Partium, Oradea
- Kiss Studio, Oradea

#### Muzee
- Muzeul Național Secuiesc din Sfântu Gheorghe
- Muzeul Secuiesc al Ciucului din Miercurea Ciuc
- Biblioteca Teleki-Bolyai din Târgu Mureș

#### Instituții de dans
- Ansamblul de Dansuri "Mureș" (Maros Táncegyüttes) - Târgu Mureș)
- Ansamblul de Dansuri "Trei Scaune" (Háromszék Táncegyüttes) - Sfântu Gheorghe
- Ansamblul Național-Popular Secuiesc "Harghita" (Hargita Nemzeti Székely Népi Együttes) - Miercurea Ciuc
- Ansamblul Naționalităților Sătmărene (Szatmári Nemzetiségek Népi Együttese) - Satu Mare

#### Case memoriale
- Casa memorială Ady Endre, Ady Endre, Satu Mare
- Casa memorială Tamási Áron, Lupeni, Harghita
- Casa memorială Áprily Lajos, Praid, Harghita
- Casa memorială Petöfi Sándor din Turda

## Organizare confesională
Sub aspect confesional, conform datelor recensământului din 2002, dintre maghiarii din România 665.343 de cetățeni s-au declarat reformați, 587.033 romano-catolici, 64.984 unitarieni etc.

Principalele organisme ecleziastice care îi grupează pe maghiarii din România sunt Biserica Reformată din România (cu Episcopia Reformată de Piatra Craiului și Episcopia Reformată a Ardealului), Biserica Romano-Catolică din România (mai ales: Arhiepiscopia Romano-Catolică de Alba Iulia, Episcopia Romano-Catolică de Oradea Mare, Episcopia Romano-Catolică de Satu Mare și Episcopia Romano-Catolică de Timișoara), Biserica Unitariană din Transilvania (Episcopia Unitariană din Cluj), Biserica Evanghelică-Luterană din România (Episcopia Evanghelică-Luterană din Cluj) și Biserica Greco-Catolică (mai ales Episcopia greco-catolică de Oradea Mare și Episcopia Maramureșului). Alte biserici care întrunesc mai mult de 10.000 de credincioși maghiari: Biserica Ortodoxă Română, Biserica Baptistă din România.
| Biserica                                                                            | Numărul credincioșilor maghiari | Procentul maghiarilor (în biserică) | Procentul credincioșilor în comunitatea maghiară | Numărul total al credincioșilor | Liderul bisericii                                                  | Titlul liderului                                                                      |
| ----------------------------------------------------------------------------------- | ------------------------------- | ----------------------------------- | ------------------------------------------------ | ------------------------------- | ------------------------------------------------------------------ | ------------------------------------------------------------------------------------- |
| Biserica Reformată din România*                                                     | 665.443                         | 95%                                 | 46,5%                                            | 701.077                         | Géza Pap István Csűry                                              | episcop, președintele pastoral al sinodului                                           |
| Biserica Romano-Catolică din România*                                               | 587.033                         | 57,2%                               | 41%                                              | 1.026.429                       | György Jakubinyi Eugen Schönberger László Böcskei József-Csaba Pál | arhiepiscop de Alba Iulia episcop de Satu Mare episcop de Oradea episcop de Timișoara |
| Biserica Unitariană din Transilvania*                                               | 64.987                          | 97%                                 | 4,5%                                             | 66.944                          | Ferenc Bálint-Benczédi                                             | episcop, președintele pastoral al sinodului                                           |
| Biserica Ortodoxă Română                                                            | 28.287                          | 0,2%                                | 2%                                               | 18.817.975                      | Patriarhul Daniel                                                  | Patriarh al Bisericii Ortodoxe Române                                                 |
| Biserica Română Unită cu Roma, Greco-Catolică                                       | 19.645                          | 10,3%                               | 1,4%                                             | 191.556                         | Lucian Mureșan                                                     | Arhiepiscop major                                                                     |
| Biserica Evanghelică-Luterană din România*                                          | 15.205                          | 56%                                 | 1,1%                                             | 27.112                          | Dezső Zoltán Adorjáni                                              | episcop, președintele pastoral al sinodului                                           |
| Biserica Baptistă din România (Uniunea Comunităților Baptiste Maghiare din România) | 12.961                          | 10,2%                               | 0,9%                                             | 126.639                         | Viorel Iuga                                                        | președintele Uniunii Baptiste                                                         |

* "Bisericile istorice": cele patru biserici acceptate la Dieta de la Turda (1568), adică cea reformată, catolică (inclusiv bisericile greco-catolice și armeno-catolice), unitariană și evanghelică (inclusiv cea augustană a sașilor) se numesc "biserici istorice" în terminologia maghiară. La acestea s-au adăugat bisericile ortodoxe (Biserica Ortodoxă Română și Biserica Ortodoxă Sârbă), apoi și cele evreiești (ortodoxă, neologă și Status Quo Ante - cu excepția curentelor reformiste din secolul XX.), acceptate mai târziu, în secolul XVIII. și XIX. Ca urmare bisericile istorice (în terminologia maghiară de azi) sunt cele catolice (romano-catolice, greco-catolice și armeno-catolice), protestante (calviniste, lutherane sau unitariene), ortodoxe și mozaice tradiționale.

## Organizare politică
Principala organizație care îi grupează pe maghiarii din România sub aspect politic este Uniunea Democrată a Maghiarilor din România. Există de asemenea organizații politice de mai mică anvergură ale maghiarilor din România, precum Partidul Civic Maghiar.

## Demografie
Ponderile cele mai mari de populație maghiară se înregistrează în județele Harghita (84,61%) și Covasna (73,81%). În cifre absolute, orașul din România cu cel mai mare număr de etnici maghiari este municipiul Târgu Mureș, cu peste 57.000 de maghiari (2011). În procente, orașul cu cea mai mare pondere de maghiari este municipiul Odorheiu Secuiesc, cu o pondere a comunității maghiare de 92,43% dintr-un total de 34.257 de locuitori (2011).

### Recensământ 2011
| Județul         | Maghiari | Procentul |
| --------------- | -------- | --------- |
| Harghita        | 276.038  | 84,61%    |
| Covasna         | 164.158  | 73,81%    |
| Mureș           | 228.275  | 39,26%    |
| Satu Mare       | 129.258  | 35,22%    |
| Bihor           | 155.829  | 25,92%    |
| Sălaj           | 57.167   | 23,07%    |
| Cluj            | 122.301  | 17,37%    |
| Arad            | 49.291   | 10,70%    |
| Maramureș       | 46.300   | 9,06%     |
| Brașov          | 50.956   | 8,75%     |
| Timiș           | 50.556   | 7,59%     |
| Bistrița-Năsăud | 18.349   | 5,89%     |
| Alba            | 20.684   | 5,40%     |
| Hunedoara       | 25.388   | 5,20%     |
| Sibiu           | 15.344   | 3,67%     |
| Caraș-Severin   | 5.824    | 1,76%     |
| Bacău           | 4.528    | 0,64%     |
| București       | 5.834    | 0,31%     |

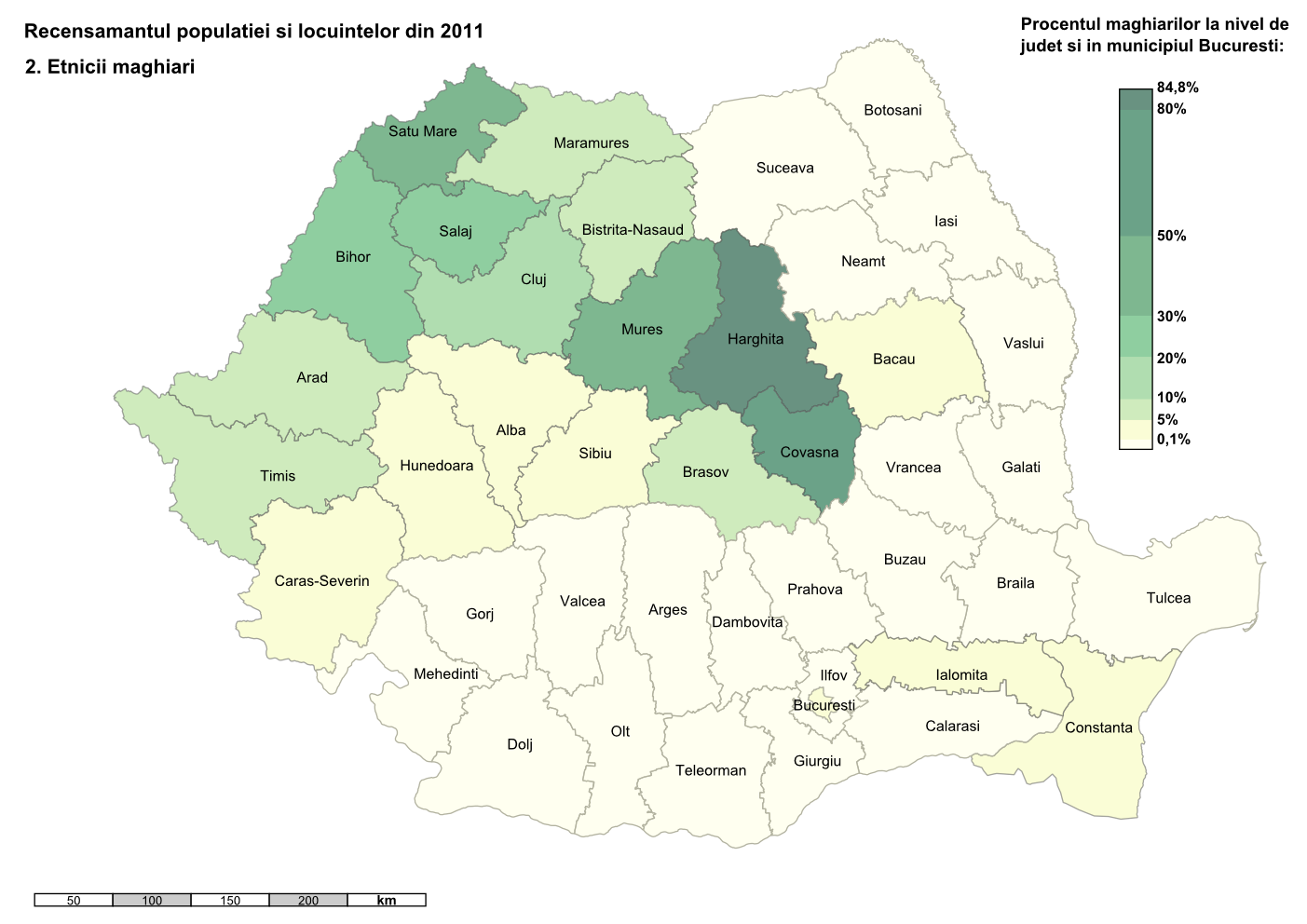
Distribuția etnicilor maghiari în România în 2011

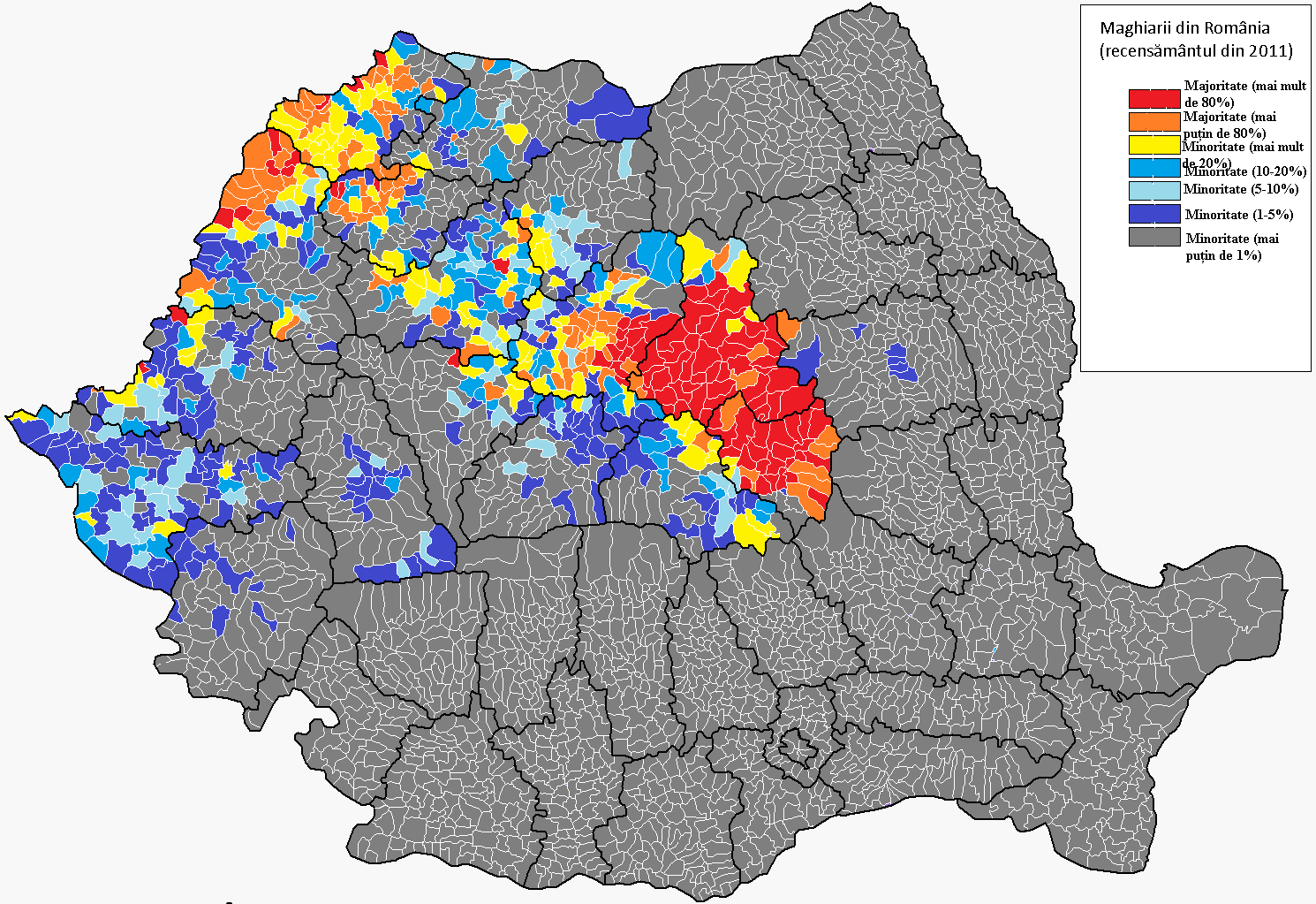
Distribuția etnicilor maghiari în România în 2011.

Numărul secuilor a fost estimat la circa 670.000 de persoane, reprezentând peste 45% din totalul maghiarilor din România.
La recensăminte numărul celor care se declară secui este foarte mic — s-au înregistrat 831 persoane în 1992, respectiv 532 persoane în 2002. Această nepotrivire flagrantă arată că din punct de vedere etnic secuii se consideră maghiari.

### Cele mai mari comunități maghiare din România (Recensământ 2002)
Cele mai mari comunități maghiare din România (peste 10 000 de locuitori de naționalitate maghiară) sunt:
| Loc | Oraș              | Județ     | Regiune de dezvoltare | Comunitatea maghiară | Procentaj | Populația orașului | Denumirea maghiară |
| --- | ----------------- | --------- | --------------------- | -------------------- | --------- | ------------------ | ------------------ |
| 1   | Târgu Mureș       | Mureș     | Centru                | 70.108               | 46,72%    | 150.041            | Marosvásárhely     |
| 2   | Cluj-Napoca       | Cluj      | Nord-Vest             | 60.287               | 18,96%    | 317.953            | Kolozsvár          |
| 3   | Oradea            | Bihor     | Nord-Vest             | 56.985               | 27,58%    | 206.614            | Nagyvárad          |
| 4   | Sfântu Gheorghe   | Covasna   | Centru                | 46.113               | 74,92%    | 61.543             | Sepsiszentgyörgy   |
| 5   | Satu Mare         | Satu Mare | Nord-Vest             | 45.298               | 39,34%    | 115.142            | Szatmárnémeti      |
| 6   | Odorheiu Secuiesc | Harghita  | Centru                | 35.357               | 95,69%    | 36.948             | Székelyudvarhely   |
| 7   | Miercurea Ciuc    | Harghita  | Centru                | 34.359               | 81,75%    | 42.029             | Csíkszereda        |
| 8   | Timișoara         | Timiș     | Vest                  | 24.287               | 7,64%     | 317.660            | Temesvár           |
| 9   | Brașov            | Brașov    | Centru                | 23.176               | 8,14%     | 284.596            | Brassó             |
| 10  | Arad              | Arad      | Vest                  | 22.492               | 13,01%    | 172.827            | Arad               |
| 11  | Baia Mare         | Maramureș | Nord-Vest             | 20.466               | 14,83%    | 137.921            | Nagybánya          |
| 12  | Târgu Secuiesc    | Covasna   | Centru                | 18.633               | 90,94%    | 20.488             | Kézdivásárhely     |
| 13  | Gheorgheni        | Harghita  | Centru                | 17.524               | 87,54%    | 20.018             | Gyergyószentmiklós |
| 14  | Carei             | Satu Mare | Nord-Vest             | 12.596               | 54,33%    | 23.182             | Nagykároly         |
| 15  | Zalău             | Sălaj     | Nord-Vest             | 11.016               | 17,50%    | 62.927             | Zilah              |
| 16  | Sovata            | Mureș     | Centru                | 10.465               | 90,10%    | 11.614             | Szováta            |
| 17  | Reghin            | Mureș     | Centru                | 10.396               | 28,77%    | 36.126             | Szászrégen         |
| 18  | Salonta           | Bihor     | Nord-Vest             | 10.335               | 57,18%    | 18.074             | Nagyszalonta       |